# Van Noordtgracht

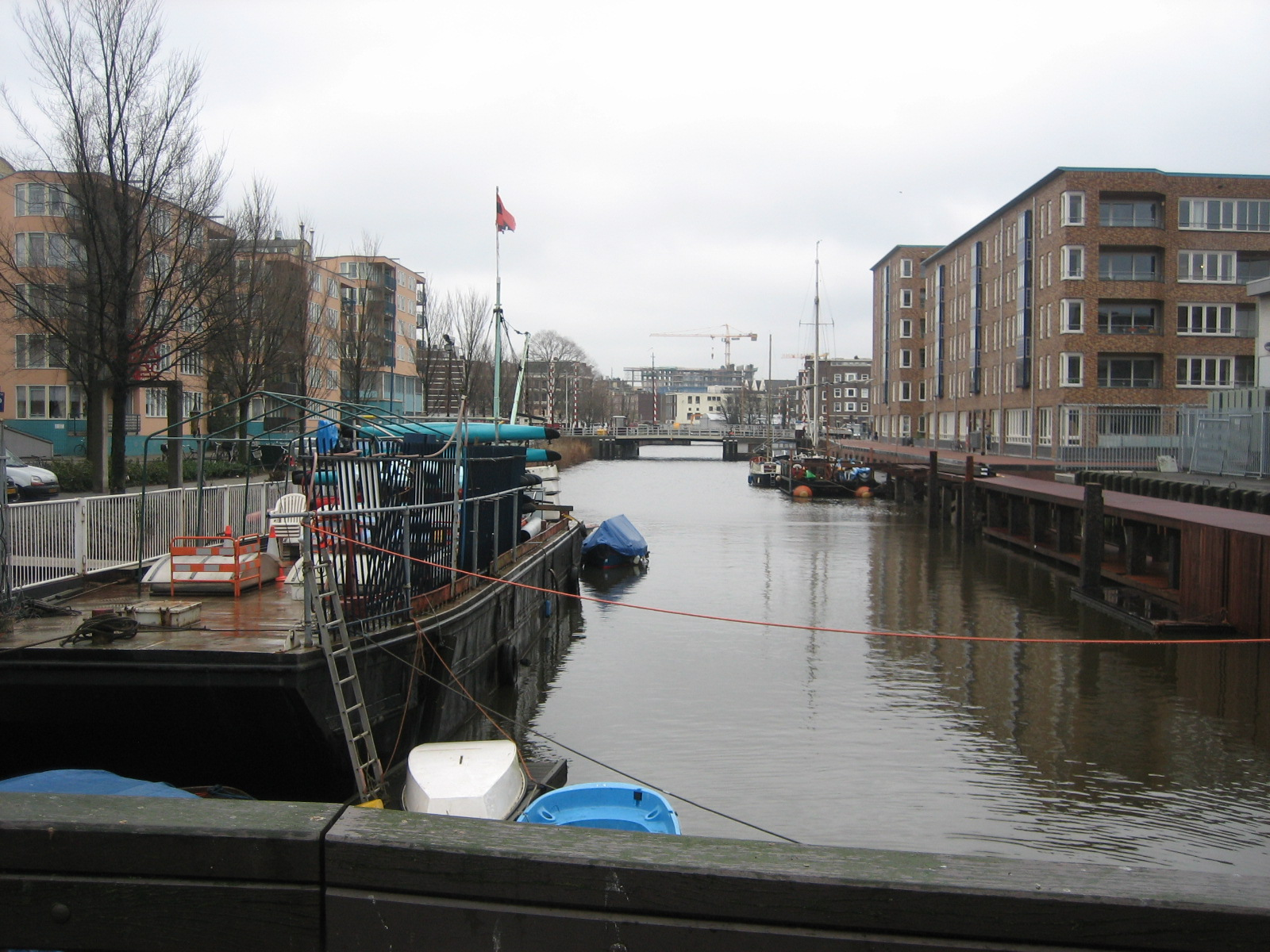
De Van Noordtgracht gezien vanaf brug 1910. Links de woningen van Theo Bosch, rechtuit brug 345 en rechts 'De Houtman' uit 2007/2008 (foto uit 2008).

De Van Noordtgracht is een gracht in het stadsdeel West in Amsterdam. De naam werd vastgesteld bij raadsbesluit van 20 november 1878. De gracht is vernoemd naar Olivier van Noort (1558-1627), een ontdekkingsreiziger, die als eerste Nederlander van 1598 tot 1601 via straat Magelhaens rond de wereld voer.

## Locatie
De Van Noordtgracht ligt ten westen en in het verlengde van de Zoutkeetsgracht. Ze lag aan de zuidzijde van het terrein van de vroegere Wester Suikerraffinaderij. Samen met de aan de noordzijde liggende Le Mairegracht was het een binnenhaven aan het Westerkanaal.  De scheidslijn tussen de Van Noordtgracht en de Le Mairegracht ligt precies halverwege de waterverbinding tussen die twee aan de westkant. 
De Van Noordtgracht heeft op zich zelf aan de zuidkant ook een klein insteekhaventje.

## Bruggen

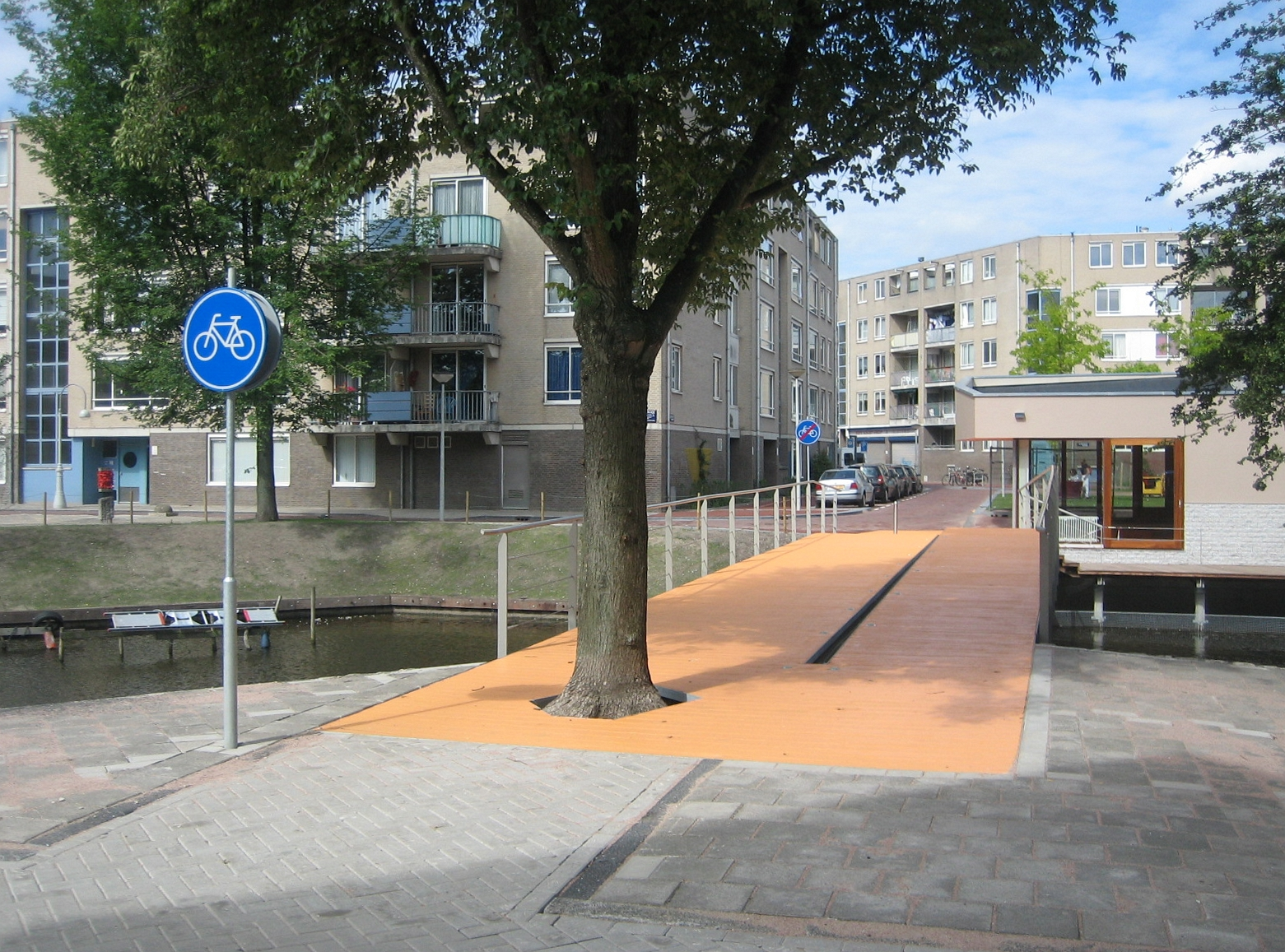
Brug 1909 gezien vanaf de Henk Curièrekade (2008).

Er zijn drie oeververbindingen over de Van Noordtgracht:
- Brug 345, een basculebrug (in 1964 opgeleverd en tot 2016 bekend als IJszeebrug) in de Houtmankade;
- Brug 1910, een houten voetgangersbrug tussen de Van Noordtkade en de Martin Vlaarkade. Op 27 mei 2010 werd de brug omgedoopt in Robiënnabrug, vernoemd naar het 12-jarige meisje Robiënna Reboe uit de Nova Zemblastraat dat op 28 mei 2009 door huiselijk geweld om het leven kwam;
- Brug 1909 (in 2014 officieus omgedoopt in Muruganbrug) een fiets- en voetgangersbrug tussen de Henk Curièrekade en het Suikerplein.

## Kaden

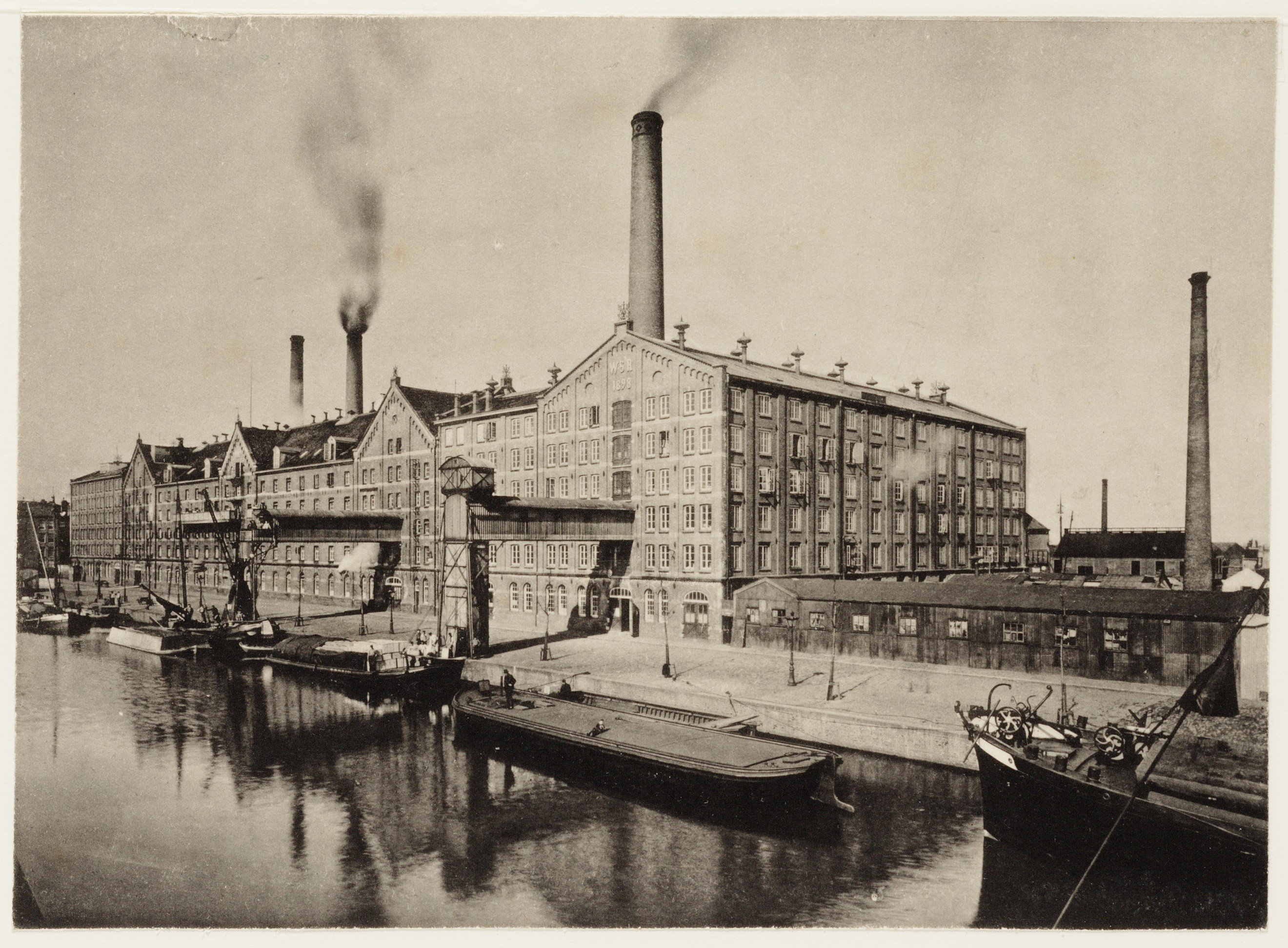
De Wester Suikerraffinaderij.

De kaden van de gracht hebben, min of meer tussen de bruggen, telkens andere namen:
- Van Noordtkade, nummers 2-180 (Rb 20 november 1878) aan de noordzijde tussen brug 345 en brug 1910;
- Henk Curièrekade (naar de buurtactivist Peter Heinrich Curière (1911-1981), Rb 2 november 1983) tussen brug 1910 en brug 1909 (nummers 3-5), en aan de overzijde tot het Suikerplein (nummers 4-74);
- Suikerplein (naar de Westersuikerfabriek, Rb 2 november 1983) tussen Henk Curièrekade en brug nr. 1909;
- Martin Vlaarkade (naar Martin Vlaar (1904-1975) een van de organisatoren van de Februaristaking en buurtactivist, Rb 2 november 1983) tussen brug nr. 1909 en brug nr. 1910 (nummers 3-121);
- Van Noordtkade, nummers 1-9 aan de zuidzijde ('De Houtman' op het voormalige ESSO-terrein);
- Tussen Van Noordtkade (oneven zijde) en de Martin Vlaarkade staat een verdeelstation van NUON. De kade daarlangs heet op Google-maps Van Noordtgracht, maar daar zijn geen straatnaambordjes van.

De kaden van de Van Noordtgracht werden altijd gedomineerd door bedrijvigheid, maar hun bestemming veranderde in de loop der jaren in die van een woonbuurt. Op de even kant stonden vanaf 1898 de gebouwen van de Westersuikerfabriek.
Sinds 1992 staan er vier huizenblokken, dwars op de kade, ontworpen door architect Theo Bosch (1940-1994).
Aan de oneven kant was een oliehandel gevestigd, die met tankschepen de binnenvaartschepen in de nabij gelegen Houthavens van brandstof voorzag. Op dat terrein verrees vanaf augustus 2007 een nieuwbouwcomplex 'De Houtman'.

## Watersport

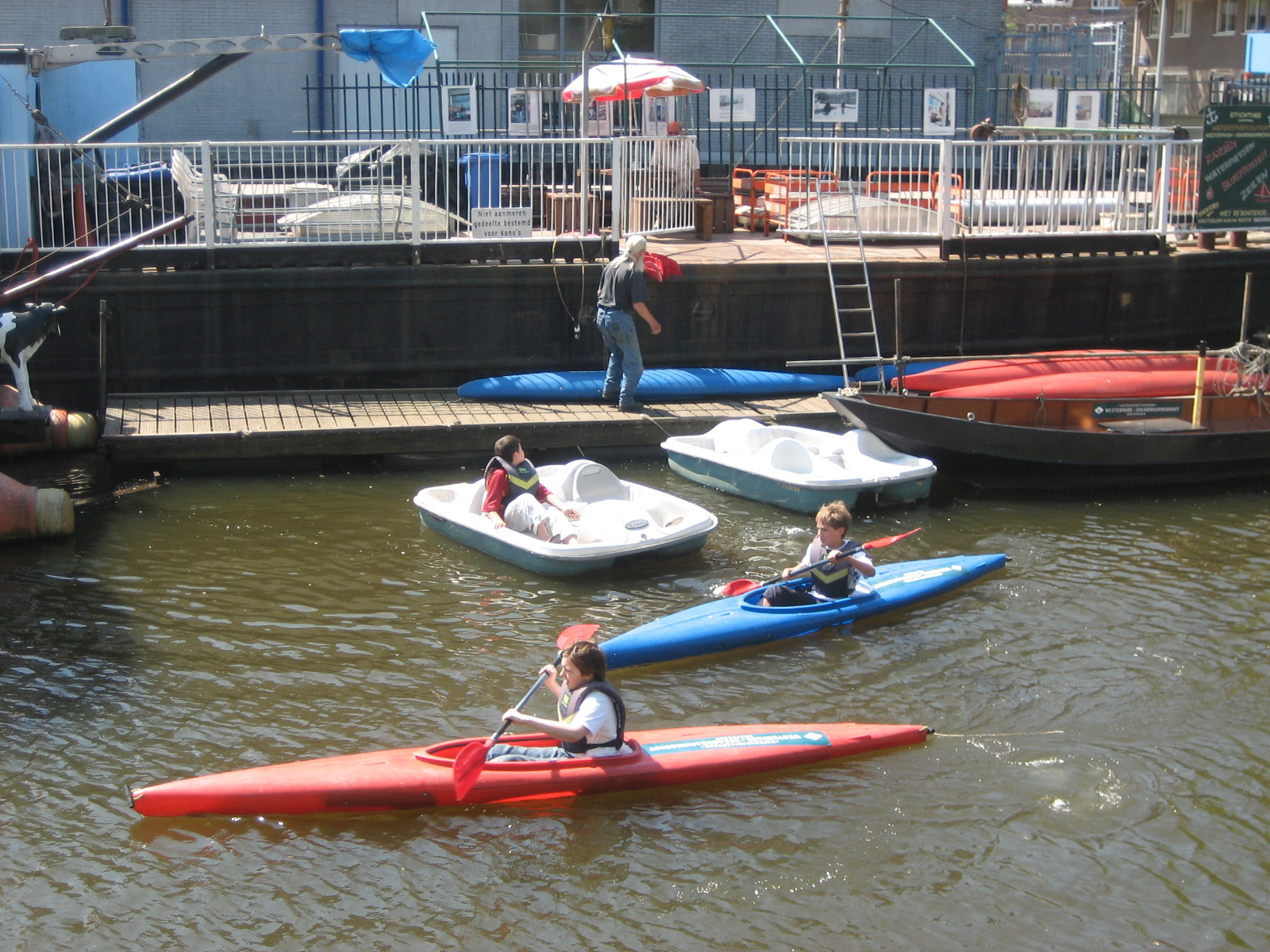
Het watersportcentrum (2008).

In het water van de Van Noordtgracht ontstond op initiatief van Ad van Deventer een watersportcentrum, waar buurtkinderen kunnen leren kanoën en zeilen. Het is ook de plek waar Sinterklaas aanmeert als hij de Spaarndammerbuurt bezoekt.